# Sant Climent de Talltorta
Sant Climent de Talltorta és una església del municipi de Bolvir (Cerdanya) declarada bé cultural d'interès nacional.

## Descripció
La construcció de l'esglèsia original va ser encarregada per Guillem I, compte de Cerdanya, l'any 1086. L'actual església parroquial de Talltorta, es va construir a partir de 1667. Les excavacions realitzades l'any 2008 sota l'absis han posat al descobert els fonaments d'un edifici anterior que podria ser romànic, que segons algunes opinions corresponen a l'església de Santa Fe de Talltorta, un edifici desaparegut el segle xvii (tot i que d'altres opinions situen aquesta església al despoblat del mateix nom vora el riu Rigal). Tampoc no sembla que les restes trobades corresponguin a Sant Climent del Soler (que sembla que era situat a llevant del pont del Soler). Així, la titularitat de les restes de l'església que hi ha la subsòl de Sant Climent de Talltorta no es poden identificar.
L'església de Sant Climent de Talltorta presenta una planta rectangular d'una sola nau amb tres capelles laterals (dues al mur de tramuntana), una capella petita al mur de ponent, la sagristia i la torre del campanar a migdia que fa de capella lateral. Està capçada a llevant per un absis pentagonal. A ponent trobem el cor que reposa sobre un embigat de fusta. L'absis i la nau estan coberts amb voltes ogivals.
Les pintures de Sant Climent de Talltorta daten del segle xviii. Cobreixen completament la volta de l'església amb representacions d'escenes del Nou Testament, motius florals i arquitectònics. Han estat completament restaurades i cal dir que són úniques al Pirineu.

## Història
L'església de Sant Climent del Soler i la de Santa Fe de Talltorta són esmentades per primer cop en el capbreu dels censos i altres drets pertanyents a Santa Maria d'Urgell, pretesament redactat en el 819. L'any 1261 es consigna el mas de Sant Climent i apareix esmentada també l'església que tingué consideració de parròquia des de molt antic. En la visita pastoral de 1312-14 apareix com l'única parròquia de Talltorta. Segons J. Martí Sanjaume, a principis del segle XX es coneixen les ruïnes d'aquesta església que encara feien un petit promontori a l'extrem del prat Xicó del Vilar a llevant del pont del Soler. Les últimes dades d'aquesta església que va trobar Martí Sanjaume són del 1568 i del 1592.
Entre els mesos de novembre i desembre de 2008 es va dur a terme una intervenció arqueològica a la nau de l'església que han permès documentar diverses fases de construcció de l'edifici.
En la primera fase es va trobar un absis semicircular que podria pertànyer a l'església romànica de Santa Fe de Talltorta. De la qual només en tenim referències documentals. La segona fase documentada és la del moment de construcció de l'edifici actual datada cap a finals dels XVII (1667). La tercera fase apareixen inhumacions que pertanyen als segles xvii i XVIII. Les excavacions van detectar una quarta fase de remodelacions de l'espai posterior a 1780, data especificada en una làpida funerària. Una cinquena fase documentada seria posterior al Concili Vaticà II (1962-1965) en la qual es canvia la col·locació de l'altar que passa d'estar arrambat a la paret a estar al centre de l'absis.